# 居伊·戈马
居伊·戈马（法語：Guy Goma，1969年—），刚果共和国商科毕业。2006年5月8日偶然间被英国广播电视台BBC News 24节目误认为是网络专家接受现场访谈而名声大噪。一部和他故事有关的电影也在筹建中。

## 关于访谈
戈马当时正在位于伦敦西部的英国广播公司电视中心接待处等待进行面试。同时，一个英国技术专家盖伊·克尤尼（居伊和盖伊两个名字拼法相同）正在另一个接待处预备进行电视直播访谈节目拍摄，他将会就苹果公司与披头士乐队关于前者商标
的诉讼接受访问。但迎接克尤尼的工作人员却误把戈马带到录影室。

## 事件发生之后
访谈节目结束20分钟后，戈马进行了他的工作面试。访谈节目播放后，戈马被误报为计程车司机。但其实他并不会驾车。

## 访谈文字摘录
卡伦·鲍尔曼：“好，盖伊·克尤尼是英国新闻无线网的编辑。”
克尤尼：（露出恐慌的面容）
卡伦：“你好，早上好 。”
克尤尼：“早上好。”
卡伦：“今天的法庭判决让你感到惊讶吗？”
克尤尼：“我感到非常的惊讶...看到这个裁定，所以我不是很兴奋。当我进来时他们告诉我另外的一些东西。你在做访问，所以不管如何我真的非常惊讶。”
卡伦：“非常惊讶，是的，是的。”
克尤尼：“完全的这样的。”
卡伦：“涉及到成本，你现在认为将来是否会有更多人要在线下载音乐？”
克尤尼：“事实上你不管走到哪儿，你都能看到很多人从互联网上下载他们想要的任何东西。但我想，告诉人们用方便的方法得到他们想要的东西，也许更好，从互联网上下载东西是很容易的事。”
卡伦：这也是当前音乐产业需要改进的地方，人们乐于从互联网上下载音乐.
克尤尼：完全的这样的。你可以去任意一间网吧，你可以...轻松一点的去做。可以在互联网上很轻松的找到东西。
卡伦：盖伊·克尤尼，谢谢你，非常谢谢你。